# Djilougou
Djilougou est un village de la commune de Belel situé dans la région de l'Adamaoua et le département de la Vina au Cameroun.

## Population
Lors du recensement de 2005, on y a dénombré 916 habitants.
En 2015, Djilougou comptait 1 178 habitants dont 584 hommes et 594 femmes. En termes d'enfants, le village comptait 126 nourrissons (0-35 mois), 21 nourrissons (0-59 mois), 74 enfants (4-5 ans), 276 enfants (6-14 ans), 218 adolescents (12-19 ans), 409 jeunes (15-34 ans).